# おまかせ♪ガーディアン
『おまかせ♪ガーディアン』は光井愛佳（モーニング娘。）・熊井友理奈（Berryz工房）・中島早貴（℃-ute）・菅谷梨沙子（Berryz工房）の4人によるユニットガーディアンズ4のデビューシングル。

## 内容
- 初回生産限定盤はCD+DVDで、通常盤はCDのみである。また、初回生産限定盤、通常盤（初回仕様）ともガーディアンズ4 オリジナル・トレーディングカードが全5種類のうち1枚ランダム封入されている。
- センター・メインボーカル共に菅谷梨沙子、光井愛佳である。

## 収録曲
1. おまかせ♪ガーディアン
（作詞：川上夏季　作曲・編曲：斎藤悠弥）
『しゅごキャラ!!どきっ』オープニングテーマ（2009年4月 - 6月）
2. おまかせ♪ガーディアン(しゅごキャラエッグ! Version)
（作詞：川上夏季　作曲・編曲：斎藤悠弥）
3. Summer Has Come!
（作詞：川上夏季　作曲・編曲：木之下慶行）
4. おまかせ♪ガーディアン(Instrumental)
5. Summer Has Come!(Instrumental)